# Sam Aaronovitch
Sam Aaronovitch (Londres, 26 de dezembro de 1919 — Londres, 30 de maio de 1998) foi um economista, acadêmico e intelectual comunista britânico.